# Contrato de comunicação
O contrato de comunicação pode ser entendido como um contrato no qual são reconhecidas as condições de concretização das trocas linguageiras. De acordo com Patrick Charaudeau, o que impera no contrato de comunicação é um acordo tácito, no qual os envolvidos sabem como devem agir em determinada situação sem precisar ler determinadas regras ou escutar conselhos de alguém. Um exemplo seria a sala de aula, onde os alunos sabem que devem respeitar e ouvir o professor e este deve assumir uma postura que o distingue dos seus alunos. Contudo, o contrato de comunicação é sempre atualizado, dependendo das situações vividas e pode ser ou não aceito .  
Para entender por onde passa o contrato de comunicação é importante compreender que a base deste contrato está fincada no dialogismo, proposto por Mikhail Bakhtin. Segundo o autor, a enunciação é o resultado da interação de dois sujeitos inseridos num contexto social organizado As características da troca linguageira são divididos por Charaudeau em dados externos e dados internos.. Estas características se subdividem ainda em outras categorias. 

## Características do ato de comunicação

### Dados Externos

#### Condição de Identidade
Quem são os sujeitos inseridos na conversa? Esta resposta é importante para entender como que a troca linguageira irá acontecer. 

#### Condição de finalidade
Todo ato de linguagem acontece motivado por algo e esta motivação é que também irá guiar a conversa

#### Condição de propósito
Qual o tema da conversa, do que se trata? 

#### Condição de dispositivo
Onde ocorre o ato de comunicação? Dependo da resposta a conversa pode acontecer de maneiras diferentes

### Dados internos

#### Espaço de locução
Mostra quem é o sujeito que fala no ato de comunicação. Ao mesmo tempo, ele deve mostrar-se para o destinatário ou interlocutor da fala

#### Espaço de relação
É como irá acontecer a relação entre os sujeitos envolvidos no ato de comunicação: aliança, exclusão, agressão ou de conivência 

#### Espaço de tematização
Como o discurso será organizado. Sob qual tema ou domínio do saber ele será acontecer